# Janetaescincus
Janetaescincus — рід сцинкоподібних ящірок родини сцинкових (Scincidae). Представники цього роду є ендеміками Сейшельських островів.

## Види
Рід Janetaescincus нараховує 2 види:
- Janetaescincus braueri (Boettger, 1896)
- Janetaescincus veseyfitzgeraldi (Parker, 1947)